# ويليام إيفرت بوتير
ويليام إيفرت بوتير (بالإسبانية: William Everett Potter)‏ هو سياسي بنمي وأمريكي، ولد في 17 يوليو 1905 في أوشكوش في الولايات المتحدة، وتوفي في 5 ديسمبر 1988 في أورلاندو في الولايات المتحدة.

## روابط خارجية
- ويليام إيفرت بوتير على موقع مونزينجر (الألمانية)